# Igelvatten
Igelvatten är en sjö i Stenungsunds kommun i Bohuslän och ingår i Göta älv-Bäveåns kustområde. Sjöns area är 0,013 kvadratkilometer och den är belägen 114 meter över havet.